# ژوستین و ژولیت
ژوستین و ژولیت (سوئدی: Justine och Juliette) یک فیلم اروتیک کمدی سوئدی به کارگردانی ماک آلبری است که در سال ۱۹۷۵ منتشر شد. این فیلم دارای صحنه‌های هاردکور است.

## گزیدهٔ بازیگران
- ماری فورشو
- انه بی واربورگ
- هری ریمز
- بنت واربورگ
- بریگیته مایر
- لوئیز فرورت
- نینا گونکه
- پل بونگار
- کیت مونت